# Interstellares Medium

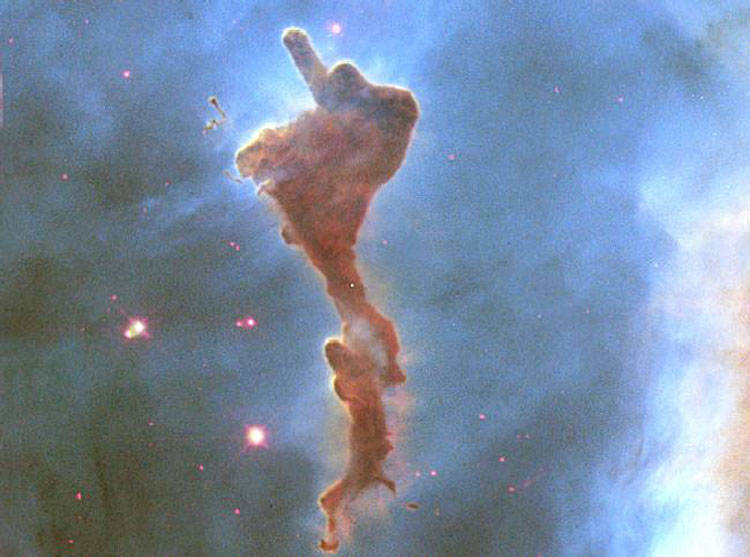
Molekülwolke aus interstellarem Gas und Staub, die sich aus dem Carinanebel abgetrennt hat. Das mit dem Hubble-Weltraumteleskop aufgenommene Bild zeigt einen Ausschnitt von etwa zwei Lichtjahren.

Als interstellares Medium (ISM) bezeichnet man die Materie und die von deren Dynamik hervorgerufene Strahlung und Magnetfelder im interstellaren Raum, dem Raum zwischen den Sternen einer Galaxie.
Wichtige Bestandteile des interstellaren Mediums sind Gas in ionisierter, atomarer und molekularer Form sowie Staub, die zusammen als interstellare Materie bezeichnet werden. Hinzu kommen die kosmische und die elektromagnetische Strahlung sowie das galaktische Magnetfeld. All diese Komponenten wechselwirken untereinander und haben vergleichbare Energiedichten. Die Bezeichnung „interstellare Materie“ wird manchmal auch dann verwendet, wenn eigentlich das gesamte interstellare Medium gemeint ist – beispielsweise, wenn es um die Wechselwirkung mit dem Sonnenwind geht.
Das ISM spielt eine wesentliche Rolle in der Astrophysik, da aus interstellarer Materie Sterne entstehen, die mit Sternwinden und Supernovae auch wieder Materie in den interstellaren Raum abgeben. Es verursacht die interstellare Absorption und Verfärbung von Sternenlicht.

## Abgrenzung
Das ISM reicht nicht bis ganz an die Sterne heran, sondern wird durch die Astropausen der Sterne von deren Einflussbereichen getrennt, den Astrosphären, die von ihrem Sternwind erfüllt sind und andere Eigenschaften aufweisen. Innerhalb der Astrosphären befindet sich das interplanetare Medium (IPM).
Materie, Strahlung und Magnetfelder zwischen Galaxien werden ebenfalls nicht zum ISM gerechnet, sondern analog als intergalaktisches Medium (IGM) bezeichnet.
Das lokale interstellare Medium (LISM) bezeichnet das interstellare Medium in der Umgebung der Sonne. In der Geschichte des Sonnensystems durchquerte die Sonne unterschiedliche Regionen in der Milchstraße mit unterschiedlicher Zusammensetzung des interstellaren Mediums. Derzeit durchquert das Sonnensystem die Lokale Interstellare Wolke, die innerhalb der Lokalen Blase liegt.

## Zusammensetzung und Verteilung

### Interstellare Materie
Der Ursprung der interstellaren Materie liegt im Urknall, Sternwinden und Supernovaexplosionen, wobei ihr Masseanteil in der Milchstraße nur wenige Prozent beträgt. Sie besteht in der Milchstraße im Durchschnitt aus etwa 90 % Wasserstoff, 10 % Helium (Mengenanteile) und Spuren schwererer Elemente, die in der Astronomie als Metalle bezeichnet werden, wobei 99 % der Materie als Gas vorliegen und der Staubanteil etwa ein Prozent beträgt.
Weder Dichte noch Temperatur der interstellaren Materie sind konstant, sie ist vielmehr sehr ungleichmäßig verteilt zwischen dichten interstellaren Wolken und dünnen Blasen und Superblasen.
Die Dichte schwankt zwischen 10−4 Atomen/cm³ in koronalem Gas und 105 Atomen/cm³ in Molekülwolken, der Temperaturbereich erstreckt sich von 20 bis 50 Kelvin in Molekülwolken oder Infrarot-Cirrus bis zu mehreren Millionen Kelvin in koronalem Gas.
Gewöhnlich werden anhand der gemessenen Temperaturen drei Phasen der interstellaren Materie unterschieden (nach McKee, Ostriker 1977):
- heiß – koronales Gas mit Temperaturen über eine Million Kelvin
- warm – Bereiche mit Temperaturen von einigen Tausend Kelvin
- kalt – H-I-Gebiete und Molekülwolken mit Temperaturen von weniger als 100 Kelvin

Ein näherungsweises Druckgleichgewicht besteht zwischen den großen ISM-Komponenten. Dieses Gleichgewicht lässt sich mit der Zustandsgleichung idealer Gase ausdrücken: {\displaystyle p=nkT}, wobei p der Druck, n die Teilchendichte, T die Temperatur und k die Boltzmann-Konstante ist.
| Komponente                      | Anteil | Temperatur (K) | Dichte (Atome/cm³) | Zusammensetzung                     |
| ------------------------------- | ------ | -------------- | ------------------ | ----------------------------------- |
| Molekülwolken                   |        | 20–50          | 103−105            | neutrale Wasserstoffmoleküle        |
| H-I-Wolken                      |        | 50–100         | 1–103              | neutrale Wasserstoffatome           |
| warmes ionisiertes Medium (WIM) | 50 %   | 103−104        | 0,01               | teilweise ionisiertes Plasma        |
| H-II-Wolken                     |        | 104            | 102−104            | fast vollständig ionisiertes Plasma |
| koronales Gas                   |        | 105−106        | 10−4−10−3          | vollständig ionisiertes Plasma      |
| Quelle                          |        |                |                    |                                     |

### Galaktisches Magnetfeld
Das galaktische Magnetfeld hat eine Stärke von typischerweise 1 nT (10 µG).